# Missouri Comets
Missouri Comets es un equipo de Showbol de Independence, Missouri, Kansas City que compite en la Major Indoor Soccer League (MISL). Se unieron a la MISL en la Temporada 2010-2011. Juegan sus partidos como local en el Independence Events Center.
El equipo lleva el nombre del original de Kansas City Comets ,que jugó en el original Major Indoor Soccer League de 1981 hasta 1991.